# Карл Рюбель (генерал)
Карл Рюбель (нім. Karl Rübel; 16 серпня 1895, Дортмунд — 8 березня 1945) — німецький воєначальник, генерал-лейтенант вермахту. Кавалер Лицарського хреста Залізного хреста.

## Біографія
Син історика і архіваріуса Карла Рюбеля і його дружини Берти, уродженої Віттенштайн. 23 березня 1914 року вступив в Прусську армію. З 15 березня 1915 року — командир 3-ї роти 56-го піхотного полку. З 2 серпня 1915 року — ад'ютант 3-го батальйону свого полку. З 23 серпня 1915 року — заступник полкового ад'ютанта. З 1917 року — командир 9-ї роти свого полку. З 1918 року — заступник командира 1-го, потім — 2-го батальйону свого полку.
З 1 травня 1919 року служив у фрайкорі «Везель». З 1 червня 1920 року — командир 13-ї роти 13-го стрілецького полку. З 1 жовтня 1920 року — офіцер 10-ї роти 17-го піхотного полку. 8 жовтня 1921 року відряджений в 6-й інженерний батальйон. З 1 жовтня 1923 року служив в навчальному батальйоні 17-го піхотного полку, з 1 жовтня 1924 року — в 7-й (Геттінген), з 1 травня 1925 року — в 14-й роті 7-го піхотного полку (Целле), з 15 лютого 1926 року — в 10-й роті 10-го піхотного полку (Дрезден). З 1 квітня 1927 року — командир 14-ї (Лебау), з 1 квітня 1929 року — 10-ї роти 10-го піхотного полку (Дрезден). 1 жовтня 1933 року призначений в спортивну школу сухопутних військ у Вюнсдорфі, з 1 травня 1934 року — виконувач обов'язків керівника, з 1 жовтня 1934 року — керівник школи.
З 10 листопада 1938 року — командир 3-го батальйону 57-го піхотного полку (Зіген), з 28 листопада 1939 року — 378-го піхотного полку, з 28 грудня 1942 року — 163-ї піхотної дивізії. Загинув у бою.

## Сім'я
2 січня 1929 року одружився з Маргріт фон Голлебен, уродженою Штарк. В пари народились 2 дочки (1929, 1932) і син (1934).

## Звання
- Фанен-юнкер (23 березня 1914)
- Лейтенант без патенту (24 грудня 1914) — 23 серпня 1915 року отримав патент від 23 червня 1913 року.
- Оберлейтенант (18 жовтня 1918)
- Гауптман (1 лютого 1928)
- Майор (1 листопада 1934)
- Оберстлейтенант (1 серпня 1937)
- Оберст (1 липня 1940)
- Генерал-майор (1 березня 1943)
- Генерал-лейтенант (1 березня 1944)

## Нагороди
- Залізний хрест 2-го і 1-го класу
- Королівський орден дому Гогенцоллернів, лицарський хрест з мечами
- Нагрудний знак «За поранення» в сріблі
- Почесний хрест ветерана війни з мечами
- Німецький Олімпійський знак 1-го класу[1]
- Медаль «За вислугу років у Вермахті» 4-го, 3-го, 2-го і 1-го класу (25 років)
- Німецька імперська відзнака за фізичну підготовку в сріблі
- Застібка до Залізного хреста
  - 2-го класу (20 червня 1940)
  - 1-го класу (10 липня 1941)
- Орден Хреста Свободи (Фінляндія)
  - 2-го класу з мечами (12 грудня 1941)
  - 1-го класу з мечами (19 січня 1944)
- Медаль «За зимову кампанію на Сході 1941/42» (27 серпня 1942)
- Німецький хрест в золоті (21 жовтня 1942)
- Лицарський хрест Залізного хреста (13 січня 1945)